# U 64 (U-Boot, 1916)
U 64 war ein U-Boot der deutschen Kaiserlichen Marine im Ersten Weltkrieg.

## Geschichte
SM U 64 wurde 1915 auf der Friedrich Krupp Germaniawerft gebaut und am 15. April 1916 unter dem Befehl von Kapitänleutnant Robert Moraht in Dienst gestellt.
Das Boot unternahm im September eine Einsatzfahrt in der Nordsee, operierte dann aber ab November 1916, als Teil der U-Flottille Pola und später der U-Flottille Mittelmeer, von den k. u. k. Marinebasen Cattaro und Pola aus auf insgesamt acht Einsatzfahrten im Mittelmeer. Am 19. März 1917 gelang ihm die Versenkung des französischen Prä-Dreadnought-Schlachtschiffs Danton. Außerdem versenkte das Boot 45 Handelsschiffe mit insgesamt 129.569 BRT. Drei weitere mit 12.871 BRT wurden beschädigt, eines mit 186 BRT als Prise genommen.

## Technik
Die Dieselmotoren der U-Boote U 63 bis U 65 wurden ursprünglich für die Kaiserlich Russische Marine in Auftrag gegeben. Aufgrund des Ersten Weltkrieges wurden sie jedoch durch das Deutsche Reich beschlagnahmt und vereinfachte U-Bootskörper „herumgebaut“.

## Verbleib
U 64 griff am 17. Juni 1918 einen Geleitzug zwischen Sardinien und Sizilien an. Nördlich von Kap Bon wurde das U-Boot nach Beschädigungen durch zwei Wasserbomben zum Auftauchen gezwungen und durch Wassereinbruch buglastig. Nach britischer Darstellung wurde das U-Boot nach dem Auftauchen von der Lychnis gerammt und von der Partridge beschossen und sank etwa auf Position 38° 7′ N, 10° 27′ O. Das Deckgeschütz konnte nicht mehr rechtzeitig bemannt werden. Nur fünf Mitglieder der Besatzung überlebten: der Kommandant, Pour-le-Mérite-Träger Robert Moraht, ein Wachoffizier und drei Seeleute. Die übrigen 37 Mann ertranken.